# الدلواحي (أسلم)

تعديل مصدري - تعديل

الدلواحي هي إحدى قرى عزلة أسلم اليمن بمديرية أسلم التابعة لمحافظة حجة، بلغ تعداد سكانها 725 نسمة حسب تعداد اليمن لعام 2004. ويوجد بها مدرسة الكمال.